# João José de Matos

João José de Matos, conhecido como Dr. João, é um médico nefrologista e político brasileiro. Ele foi o responsável por realizar na década de 90 a primeira cirurgia renal da história de Mato Grosso.
Em 2018, foi eleito deputado estadual com 19.836 votos pelo partido MDB, sob a bandeira da renovação política, da ética, da honestidade e da defesa da melhoria da saúde pública, da infraestrutura, das condições de vida da população e do fortalecimento da agricultura familiar, conforme seu perfil divulgado na página oficial da Assembleia Legislativa de Mato Grosso (ALMT). 
Dr. João nasceu em 12/03/1956 na cidade de Santo Aleixo, interior de Portugal. De origem humilde, ainda criança veio com a mãe e os irmãos para o Brasil e foi naturalizado brasileiro. Formou-se em Medicina em São Paulo e já nos primeiros anos de carreira mudou-se para Mato Grosso.
Dr. João morou na capital Cuiabá por 20 anos, onde foi proprietário de uma Clínica de Hemodiálise que atendia principalmente aos usuários do SUS. O médico nefrologista também trabalhou em grandes hospitais de Cuiabá, dentre eles, o Hospital Geral Universitário (HGU), Hospital Santa Helena, Pronto Socorro Municipal de Cuiabá, Hospital Jardim Cuiabá, Hospital Santa Rosa e também fez parte também da Diretoria do Conselho Regional de Medicina de Mato Grosso (CRM-MT).
Há 10 anos reside em Tangará da Serra, onde obteve votação expressiva nas eleições por conta do seu trabalho relevante desenvolvido na área da saúde. Segundo dados oficiais da Justiça Eleitoral, dos 19.836 votos conquistados, 14.357 foram obtidos em Tangará da Serra, o que equivale ao apoio de mais de 33% do eleitorado deste município que tem o 5º maior colégio eleitoral de Mato Grosso.
Dr. João propôs a criação na Assembleia Legislativa do Estado de Mato Grosso (ALMT) da Frente Parlamentar em Defesa da Saúde. Em Tangará da Serra, Dr. João foi o responsável por criar uma Clínica de Hemodiálise referência no Estado por seu atendimento humanizado e de qualidade para a população carente das regiões Médio-Norte e dos Parecis.
Filho de Maria José e João de Matos, o deputado Dr. João é casado com Tania Cristina Barcelos e tem dois filhos Gabriel Barcelos Ferreira, Rafael Vidigal Matos, Rafaella Barcellos de Matos e Thiago Vidigal de Matos.
1. ↑  Conheça o Perfil do Deputado Estadual Dr. João
2. ↑  Doutor João é eleito deputado estadual por Tangará da Serra
3. ↑  Dr. João 15678 MDB
4. ↑  MT elege médico português para deputado estaduall
5. ↑  DOUTOR JOÃO É DIPLOMADO DEPUTADO ESTADUAL POR TANGARÁ DA SERRA E MT
6. ↑  Veja quem são os 24 deputados estaduais eleitos em Mato Grosso
7. ↑  Dr. João propõe Frente Parlamentar em Defesa da Saúde
8. ↑  Deputado diz que chegou a hora de melhorar a saúde de Mato Grosso